# Себбі (король Ессексу)
Себбі (давн-англ. Sæbbi, Sebbi, Sebbe; ? — 29 серпня 695) — король Ессексу в 664—694 роках. Святий Англії.

## Життєпис
Походив з династії Есквінінгів. Син Сексреда, короля Ессексу. Про дату народження і молоді роки нічого невідомо. У 664 році під час великого мору невідомої хвороби помер король Світґельм. Слідом за цим королями стали Сігер та Себбі. На думку дослідників, Себбі перебував у залежному становищі до Сігера.
У 665 році Сігер перейшов до поганства, а з ним частина знаті. Втім Себбі залишився вірним християнству. Між королями виникло протистояннями: при цьому Себбі спирався на підтримку королівства Мерсія, а Сігер — Вессексу. Зрештою Себбі в союзі з Вульфхером, королем Мерсії, атакував Сігера, який зазнав поразки та вимушений був повернутися до християнства. Себбі та Сігер визнали зверхність Мерсії.
У 686 році спільно з Сігером та Кедваллою, королем Вессексу, рушив проти Кенту, який було підкорено. Себбі отримав у своє керування західний Кент. Проте Себбі не було зазначено як короля.
У 689 році після смерті короля Сігера став одноосібним володарем Ессексу. Він зберігав політику мирних відносин з Вессексом і Мерсією, маневруючи між цими королівствами. Водночас зберігав контроль над Кентом. Значну увагу приділяв підтримці духівництва, значні кошти надав для відновлення та облаштування Вестмінстерського абатства. Багато зробив для повної християнізації Ессексу.
Наприкінці життя Себбі захворів. Оскільки хвороба не дозволяла виконувати обов'язки короля, то він зрікся трону на користь синів Свефреда та Сігеґерда. Помер у 695 році. Поховано у старому соборі Святого Петра в Лондоні (його знищено великою пожежею в Лондоні 1666 року).

## Родина
- Батько: Сексред, король Ессексу у 616—623 роках
- Син: Свефред, король Ессексу у 695—715 роках
- Син: Свебгард, король Кенту у 689—692 роках
- Син: Сігеґерд, король Ессексу у 695—715 роках